# Millstätter See
Millstätter See är en alpsjö i det österrikiska förbundslandet Kärnten. Sjön som ligger norr om staden Spittal an der Drau är belägen 588 meter över havet och har en yta på 13 kvadratkilometer. Dess största djup är 141 meter. Sjön avrinner till Lieser, en biflod till Drau.
Sjön är rik på fisk (regnbågsöring, röding, gös, gädda med mera). Vid sjöns utlopp finns ett fiskerimuseum som dokumenterar sjöfiskets historia.
Vid sjön ligger Millstatt känd för sitt före detta kloster. Sjön trafikeras av båtar och är ett omtyckt turistmål.